# ForeFront Records
ForeFront Records är ett skivmärke för kristen musik som grundades 1987 av Eddie DeGarmo och partnerna Dan Brock, Dana Key och Ron Griffin. Det köptes 1996 upp av EMI och är nu en del av dotterbolaget EMI Christian Music Group

## Artister

### Nuvarande
- Audio Adrenaline
- dc Talk (uppehåll)
- tobyMac (från dc Talk)
- Rebecca St. James
- This Beautiful Republic

### Före detta
- Michael Anderson
- The Benjamin Gate
- Big Tent Revival (Ardent Records/ForeFront)
- Bleach
- Clear (Ardent Records/ForeFront)
- Code of Ethics
- DeGarmo and Key
- Eddie DeGarmo
- Eli
- ETW (aka. End Time Warriors)
- Mark Farner
- Grammatrain
- Guardian
- Holy Soldier
- Larry Howard
- Iona
- Karthi
- Kevin Max
- Dana Key (Ardent Records/ForeFront)
- Geoff Moore, Geoff Moore & the Distance
- The Normals
- Pax217
- Raze
- Satellite Soul (Ardent Records/ForeFront)
- Serene and Pearl
- Seven Day Jesus
- Peter Shambrook
- Skillet (Ardent Records/ForeFront)
- Smalltown Poets (Ardent Records/ForeFront)
- Pete Stewart
- Tait
- Steve Wiggins (Ardent Records/ForeFront)
- Stacie Orrico